# Damernas turnering i landhockey vid olympiska sommarspelen 1984
Damernas turnering i landhockey vid olympiska sommarspelen 1984 spelades mellan den 31 juli och 10 augusti 1984. Alla matcher spelades på Weingart Stadium i Los Angeles och totalt sex lag deltog. Alla mötte alla och det lag som vunnit flest matcher fick guldmedaljen. Det lag som vann turneringen och därmed vann guld var Nederländerna. Västtyskland vann silver och USA vann brons.

## Medaljörer
| Gren               | Guld | Silver | Brons |
| Damernas turnering | Nederländerna Carina Benninga Fieke Boekhorst Marjolein Eijsvogel Det de Beus Irene Hendriks Elsemiek Hillen Sandra Le Poole Anneloes Nieuwenhuizen Martine Ohr Alette Pos Lisette Sevens Marieke van Doorn Aletta van Manen Sophie von Weiler Laurien Willemse Margriet Zegers | Västtyskland Gabriele Appel Dagmar Breiken Beate Deininger Elke Drüll Birgit Hagen Birgit Hahn Martina Koch Sigrid Landgraf Corinna Lingnau Christina Moser Patricia Ott Hella Roth Gabriela Schley Susanne Schmid Ursula Thielemann Andrea Weiermann-Lietz | USA Beth Anders Beth Beglin Regina Buggy Gwen Cheeseman Sheryl Johnson Christine Larson-Mason Kathleen McGahey Anita Miller Leslie Milne Charlene Morett Diane Moyer Marcella Place Karen Shelton Brenda Stauffer Julie Staver Judy Strong |

## Grupper
Damernas turnering innehöll sex lag i en grupp.
- Nederländerna
- Nya Zeeland
- Västtyskland
- USA
- Australien
- Kanada

## Resultat
| datum      |  | Land          |       | Land          |
| ---------- |  | ------------- | ----- | ------------- |
| 31 juli    |  | Nederländerna | 2 – 1 | Nya Zeeland   |
| 1 augusti  |  | Australien    | 2 – 2 | Västtyskland  |
| 1 augusti  |  | Kanada        | 1 – 4 | USA           |
| 2 augusti  |  | Australien    | 3 – 0 | Nya Zeeland   |
| 3 augusti  |  | Nederländerna | 2 – 1 | USA           |
| 3 augusti  |  | Kanada        | 0 – 3 | Västtyskland  |
| 4 augusti  |  | Nya Zeeland   | 0 – 2 | USA           |
| 5 augusti  |  | Västtyskland  | 2 – 6 | Nederländerna |
| 5 augusti  |  | Australien    | 1 – 2 | Kanada        |
| 6 augusti  |  | Västtyskland  | 1 – 0 | Nya Zeeland   |
| 7 augusti  |  | Kanada        | 2 – 2 | Nederländerna |
| 7 augusti  |  | Australien    | 3 – 1 | USA           |
| 9 augusti  |  | Västtyskland  | 1 – 1 | USA           |
| 10 augusti |  | Kanada        | 4 – 1 | Nya Zeeland   |
| 10 augusti |  | Australien    | 0 – 2 | Nederländerna |

| Placering | Land          | Spelade | V | O | F |    |    |     | Poäng |
| --------- | ------------- | ------- | - | - | - | -- | -- | --- | ----- |
| 1         | Nederländerna | 5       | 4 | 1 | 0 | 14 | 6  | 8   | 9     |
| 2         | Västtyskland  | 5       | 2 | 2 | 1 | 9  | 9  | 0   | 6     |
| 3         | USA           | 5       | 2 | 1 | 2 | 9  | 7  | 2   | 5     |
| 4         | Australien    | 5       | 2 | 1 | 2 | 9  | 7  | 2   | 5     |
| 5         | Kanada        | 5       | 2 | 1 | 2 | 9  | 11 | -2  | 5     |
| 6         | Nya Zeeland   | 5       | 0 | 0 | 5 | 2  | 12 | -10 | 0     |